# Ogoki Post Airport
Ogoki Post Airport är en flygplats i Kanada.   Den ligger i provinsen Ontario, i den sydöstra delen av landet, 1 000 km nordväst om huvudstaden Ottawa. Ogoki Post Airport ligger 179 meter över havet.
Terrängen runt Ogoki Post Airport är mycket platt. Trakten runt Ogoki Post Airport är nära nog obefolkad, med mindre än två invånare per kvadratkilometer..